# HylOs
hylOs ist ein Content-Management-System für E-Learning-Inhalte. Es erlaubt die einfache Gestaltung (Authoring), instruktionelle Komposition und dynamische Präsentation von Lehrinhalten auf der Basis von Standardbausteinen, d. h. IEEE LOM eLearning Objects. hylOs ist ein Ergebnis der Kooperation von HAW Hamburg, FHTW Berlin und link-lab.

## Historie
Der Prototyp des hylOs-Systems wurde im Jahr 2002 auf einem internationalen Workshop für Blended Learning in Villach vorgestellt. hylOs basiert auf der drei Jahre zuvor begonnenen Entwicklung des Media Information Repository (MIR), welches u. a. die strikte Trennung von Inhalt, Struktur, ik und Aussehen auf der Basis der XML Technologien ermöglicht. Die Ausgründung der Software in eine eigenständige Firma begann 2006.

## Hintergrund
Seit der Einführung von Hypermedia Systemen in den Bereichen der Lehre und des Lernens fand ein Paradigmenwechsel in der Ausarbeitung und der Aufnahme von Lernmaterial statt. Lineare Instruktionspfade, wie wir sie aus Büchern kennen, werden nun durch Wissensnetze komplementiert. Der Zugriff auf Inhalte folgt nicht mehr einem einzelnen, vordefinierten Pfad, sondern mehreren assoziativen Regeln, angetrieben durch individuelle Anfragen. Zusätzlich fördern portable elektronische Formate und Hyper-Referenzen den Inhaltsaustausch und die Wechselbeziehungen zwischen Autoren. Diesen Veränderungen folgend wurde eine neue Perspektive auf Inhalte (Content) als Netz von kohärenten, selbstkonsistenten Lernbausteinen entwickelt.
Im Bereich des sogenannten Educational-Content-Management wurden 2002 die Konzepte atomarer, selbstkonsistenter Inhaltseinheiten durch IEEE LOM E-Learning-Objects (eLOs) standardisiert. Ein Grundstein für wiederverwendbare Lernobjekte wurde gelegt. hylOs ist eines der ersten Systeme, welches diesen Ansatz konsequent umsetzt und eine vollständig graphische Erstellung und Komposition von Lernbausteinen erlaubt.
Das Erstellen von Lernobjekten (eLOs) erfordert die zusammenfassende, selbstkonsistente Darstellung eines in sich abgeschlossenen Gegenstandes in ggf. mehrfachen Formen (Folien, Langtext, Animation usw.) sowie deren Auszeichnung mit Metadaten und Strukturen. Um diesen vergleichsweise aufwändigen Prozess für Autoren intuitiv und einfach zu gestalten, wurde das hylOs-System entwickelt. hylOs bietet einen Editor, mit welchem unterschiedliche Inhaltsformen und Metadaten zusammenhängend erstellt werden. Die Kernkomponente zur Inhaltserstellung bildet ein Word-artiger WYSIWYG XML Editor, manuell einzupflegende Metadaten werden durch verschiedene Akquisetechniken auf sieben Attribute reduziert.
Die hylOs Präsentationsebene operiert unter weitgehendem Verständnis der eLO-Semantik: Den LOM-Attributen folgend kann der Lernende Anzeigen persönlich an Komplexitätsstufen, Kontexte, semantische Dichte und weitere Vorgaben anpassen. Verschiedene Zugangswege erlauben es, nach didaktischen Modellen der eigenen Wahl zu folgen. Darüber hinaus gestattet das System, die in der jeweiligen Sicht gezeigten Hyperlinks nach frei definierbaren semantisch ausgezeichneten ’Link Kontexten’ auszuwählen.

## Innovationen in hylOs

### Das Konzept multipler, kontextsensitiver Links
Hyperlinks, wie wir sie aus dem WWW kennen und derzeit implementiert sind, adressieren genau ein Ziel und tragen keine weitere Semantik. Ihre Kontextlosigkeit hat uns das Lost-in-Hyperspace-Phänomen gelehrt. Im Bereich des Online-Lernens tragen aber gerade interaktive Elemente eine herausragende Rolle: Einem Lernenden sollen übersichtlich nur Verknüpfungen präsentiert werden, die seinem Lernkontext entsprechen, also seinen Lernprozess unterstützen. Es ist leicht vorstellbar, dass ein Wort mit mehr als einer Information verknüpft wird, z. B. existiert neben einer weiterführenden Webreferenz ein Glossar- oder Literatureintrag. Diese Verweise geleiten den Betrachter in unterschiedlichen Zusammenhängen und sind unterschiedlich nützlich, je nach Informationsstand des Lernenden. Ein Anfänger sucht z. B. die Begriffsklärung, ein Fortgeschrittener weiterführende Informationen oder Experte Hintergrundliteratur. Links werden also gewissen Kontexten zugeordnet. Wünschenswert ist nun, dass ein Lernender gerade die für ihn interessanten Links sieht, von allen anderen aber nicht abgelenkt wird.

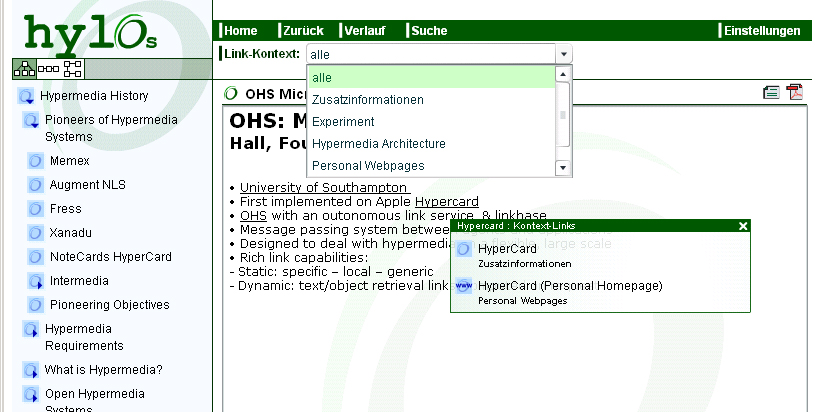
Multiple Links in hylOs, die kontextabhängig ein- und ausgeblendet werden können

hylOs gestattet genau das, wobei es auf Standards wie XLink aufsetzt. Die in hylOs realisierten Linkkontexte stellen die erste verfügbare Ausarbeitung des grundlegenden Beitrages The rhetoric of hypermedia: some rules for authors von Landow aus dem Jahr 1989 dar. Verknüpfungen werden innerhalb von kontextabhängigen Containern mit Hilfe von Semantic-Web-Technologien repräsentiert. Links sind in hylOs also echte, semantisch interpretierte Datenobjekte.

### Instruktionspfade
Lerninhalte werden in eLOs gespeichert. Eine vollständige Lerneinheit besteht aber meistens aus mehreren Lernbausteinen. Das Ausarbeiten eines didaktisch strukturierten Weges zusammengesetzt aus mehreren einzelnen Lernkomponenten nennt man Instruktionsdesign (Instructional Design), den Weg, den der Lernende dann beschreitet, Instruktionspfad. Damit die eLOs beliebig wiederverwendet werden können, muss aber sichergestellt werden, dass sie sich frei zu einem Netz zusammenfügen lassen. Es ist also nötig, auf eine Menge von Lernobjekten unterschiedliche, transparente Schablonen legen zu können, auf denen jeweils die Verbindungen zwischen den Lernobjekten vermerkt sind. Ganz allgemein muss also ein Overlay-Netzwerk auf den eLOs erzeugt werden. Hierfür gibt es in hylOs den vollständig graphisch ausgelegten iDesigner.
Der hylOs iDesigner ist eine erweiterte Autorenanwendung, die den Prozess des Kursentwurfs durch die Bereitstellung einer zusätzlichen Schicht für den didaktischen Aufbau verbessert. hylOs führt hierfür sogenannte Instructional Container Objects (ICOs) ein, die eLOs und Instruktionserläuterungen flexibel zu Kursen zusammenfassen. ICOs behalten den vollständigen LOM-Metadatensatz und die Möglichkeiten zur Verschachtelung.
Somit überbrückt der iDesigner die Lücke zwischen Wiederverwendbarkeit und Atomarität von E-Learning-Objekten auf der einen Seite und dem individuellen und kohärenten Kursentwurf auf der anderen Seite.

### Beliebige Publikationskanäle

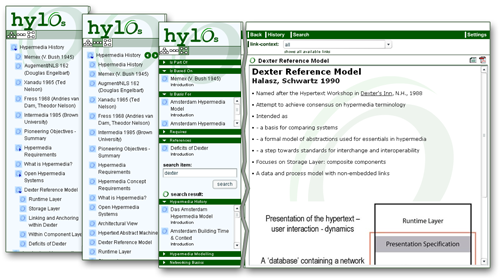
Drei Sichtweisen auf denselben Inhalt im Flash Frontend

Die im hylOs-Kernsystem gespeicherten Inhalte bleiben aussehensneutral. Sie können beliebig arrangiert und in spezifisch gestaltete Ausgabekanäle (HTML-Seiten, PDF etc.) publiziert werden. Hierfür dienen Publikationsgeneratoren, welche dedizierte technisch-inhaltlich strukturierte XML-Daten erzeugen und mit beliebiger Gestalt präsentieren. Hierdurch können dieselben Inhalte nicht nur mit unterschiedlichen Layouts verbunden werden, sondern auch auf ganz spezifischen, z. B. mobilen Endgeräten in nativer Weise transferiert werden.

### Automatische Inhaltsakquise
Das hylOs-System bietet Standardschnittstellen für den Import und Export vollständig strukturierter Daten- und Metadatensätze. Hierauf aufbauend operiert die Komponente des Content Akquisitors, welcher aus multimedialen Geräteschnittstellen verknüpfte Inhaltsbausteine automatisch aufnehmen kann, medienspezifisch analysiert und granuliert sowie semantisch verarbeitet und klassifiziert. Damit können Vorlesungen zeitnah publiziert werden.

## Weitere Funktionen in hylOs
- Bibliographie- und Glossarverwaltung
- BibTeX Import und Export
- Mathematische Formeln mit MathML
- Mehrbenutzersystem
- Versionsprotokollierung
- Paragraphklassifizierung
- Einbettung beliebiger Multimedia-Objekte